# Телевидение в Афганистане
Телевидение в Афганистане начало цветное вещание в августе 1978 года. В 1990-х годах, когда военные действия в Кабуле разрушили телевизионную инфраструктуру, вещание прекратилось. В период с 1996 по 2000 год первое правительство Талибана объявило телевидение вне закона, хотя некоторые станции в районах за пределами контроля Талибана продолжали вещание. После свержения власти Талибана общенациональное телевещание было возобновлено («Национальное телевидение Афганистана»). По некоторым данным, в настоящее время в Афганистане имеется более 200 местных и международных телеканалов, 96 в Кабуле и 107 в других провинциях страны. В 2014 году в стране начался переход от аналогового к цифровому телевещанию.

## История
Концептуальные основы телевидения в Афганистане были впервые разъяснены доктором Хафизом Сахаром, главным редактором ежедневной национальной газеты «Eslah», в его исследовательской работе 1967 года в Нью-Йоркском университете. Он привел убедительные аргументы и отстаивал, основываясь на опыте других развивающихся стран, необходимость телевидения в качестве образовательного инструмента, а также практических решений первоначальных технических проблем, связанных с предоставлением телевидения в Афганистане. Так, д-р Хафиз заявил: «В самом Кабуле доминируют два высоких холма, которые делают отличные естественные радиовещательные вышки, что упрощает проблемы с покрытием».
При грантовой помощи Японии «Государственное Радио и Телевидение Афганистана» (RTA) запустило первый телеканал в Афганистане; строительные работы студии и передающих корпусов были завершены к августу 1978 года. В 1980-х годах по афганскому ТВ транслировались многие советские программы, такие как детское шоу «Ну погоди!». Студии RTA также часто использовались музыкантами для записи музыкальных клипов.
Во время правления Талибана в период с 1996 по 2001 год телевидение было строго запрещено, особенно после августа 1998 года, а магазины, торгующие телевизорами, спутниковыми антеннами, видеомагнитофонами или другими подобными развлекательными устройствами, были закрыты. Любой, кто имел или смотрел телевизор, был арестован и наказан. Национальная телекомпания была закрыта, а здания и студии частных телеканалов были разгромлены полицией режима. На территории, контролируемой Северным альянсом в северо-восточной провинции Бадахшан, был телеканал, финансируемый Северным альянсом, который транслировал со слабым сигналом новости и фильмы примерно для 5000 человек в городе Файзабад. У станции была большая библиотека фильмов и документальных фильмов на VHS и Betamax для трансляции, а американский фильм «Рэмбо: Первая кровь», как сообщается, был самым популярным среди зрителей.
Когда в декабре 2001 года к власти пришла администрация Хамида Карзая, первый телеканал Афганистана был возобновлен. Позже «Tolo» и «Shamshad TV» стали одной из первых коммерческих телеканалов в стране. Падение власти талибов положило начало новой эре. Многолетняя гражданская война опустошили Афганистан как в экономическом, так и в социальном плане. Меры нового правительства по восстановлению, столкнулись с серьезными проблемами, включая суровую местность, практически полное отсутствие инфраструктуры и высокий уровень неграмотности населения. Консервативное религиозное общество страны изначально не рассматривало в качестве приоритета создание различных независимых СМИ, которые будут информировать граждан, освещать выборы и привлекать к ответственности государственных чиновников.
Несколько социально-экономических факторов способствовали сохранению радиокультуры в Афганистане. Электричество обычно доступно только в крупных городах, да и то только во второй половине дня. Кроме того, большинство семей не могут позволить себе телевизор. Несмотря на появление радиовещания и кабельного телевидения в афганских городах сегодня - а также ограниченный доступ к спутниковому телевидению в более отдаленных районах - телевидение продвинулось относительно мало. Газетная и журнальная отрасли также сталкиваются с серьезными проблемами из-за труднопроходимой местности и разрушенной инфраструктуры, которые серьезно ограничивают распространение печатных СМИ и делают постоянную доставку почти невозможной. Уровень грамотности в Афганистане составляет 29% среди мужчин и менее 12,6% среди женщин, что еще больше снижает возможности печатных СМИ. 
С целью трансляции телеканалов в 2014 году Афганистан заключил договор с французским оператором спутниковой связи «Eutelsat» получения доступа к спутнику, который был запущен в 2014 году как «Afghansat 1».

### «Радио Афганистан»
Радиопередатчик был впервые представлен в Афганистане во время правления Амануллы Хана в рамках его усилий по модернизации страны; но с ограниченным охватом радиопередачи вещание длилось не более нескольких лет. В 1941 году в Кабуле была создана правительственная радиостанция: известное как «Радио Кабул», оно находилось в ведении Министерства информации и культуры. В 1964 году радиостанция переехала в другое место в Кабуле и стала называться «Радио Афганистан». Сегодня станция объединила радио- и телевещание и известна как «Государственное Радио и Телевидение Афганистана» (RTA). С момента создания в 1941 году советники из Германии, США, Таджикистана и Узбекистана предоставляли техническую помощь и давали советы своим афганским коллегам. В числе таких иностранных советников были: Лео Саркисян из «Голоса Америки» и Энтони Фриман из Фонда Азии.
Среди населения различных этнических и языковых групп, в основном неграмотных и не имевших доступа к другим средствам массовой информации, «Радио Кабул» стало объединяющим голосом нации, обеспечивая программы на двух основных языках Афганистана - дари (персидский) и пушту. На станции работали мастера-музыканты, которые, как и другие правительственные бюрократы, пользовались официальной санкцией. Они разработали музыкальный стиль, сочетавший стилистические элементы и мелодии классической придворной традиции и региональных народных традиций, а также некоторые западные музыкальные произведения и инструменты. Этот стиль радио стал известен как национальный стиль, который все афганцы, как внутри страны, так и за ее пределами, считали своим собственным.
После падения режима Талибан, с 2003 по 2011 год «Интерньюс» создал 36 местных радиостанции в 20 провинциях страны с предполагаемой аудиторией около 11 миллионов слушателей (примерно 37% населения). Радиосеть также способствовала развитию лидерских качеств среди молодых журналистов, проживающих в местных сообществах. Правительственные чиновники и представители СМИ считали, что с помощью программ обучения и наставничества можно воспитать новое поколение лидеров, которые после смогут реализовать свой интерес к СМИ и журналистике.

## Право собственности на ТВ и аудитория
Согласно отчету Азиатского фонда «Опрос афганского народа в 2016 году», право собственности на телевидение сосредоточено в городских районах, где электричество подается стабильно и соответствует увеличению доходов семьи. Центральный регион (Кабул) демонстрирует самый высокий уровень владения телевизором: 53,3% домохозяйств имеют один телевизор, за ним следуют Восточный и Юго-Западный регионы. Почти две трети афганцев (64,5%) сообщают, что смотрят телепрограммы. Сообщалось, что «Tolo» является самым популярным телеканалом, за ним следуют «Ariana Television Network», «Shamshad TV» и «Lemar».
Другое исследование, проведенное Gallup в 2015 году, показало, что «Tolo» был наиболее популярен среди женщин, тогда как «RTA» был наиболее популярен среди мужчин. Еженедельные просмотры телепрограмм были самыми высокими на севере страны, самыми низкими на востоке.

### Телетрансляция
В Афганистане многие люди смотрят телевизор через традиционные аналоговые наземные сигналы с использованием (в основном комнатных) антенн. Это преобладающий метод просмотра телевизора в городах. Спутниковая передача гораздо более распространена в сельской местности, чем в городах. Тарифы на кабельное телевидение низкие как для городских, так и для сельских жителей.
В январе 2013 года Министерство связи и информационных технологий Афганистана провело встречу с телевещательными компаниями, посвященную планам перехода с аналоговых систем передачи на цифровые. Афганистан принял стандарт DVB-T2.
31 августа 2014 года система цифрового наземного телевидения Афганистана под названием Oqaab была официально представлена вторым вице-президентом Афганистана Каримом Халили и министром связи и информационных технологий Амирзай Сангин на церемонии в кабульском отеле Serena.